# Финнсбургский фрагмент
Финнсбургский фрагмент (др.-англ. Finnesburg Fragment) — сохранившийся фрагмент поэмы на древнеанглийском языке, описывающий осаду крепости Финнсбург. Вероятно, что эта осада, также описанная в «Беовульфе», действительно имела место в V веке. Рукопись финнсбургского фрагмента была обнаружена в конце XVII века в библиотеке архиепископов Кентерберийских, а в 1705 году переведена и опубликована Джорджем Хиксом. Список, с которого сделал копии Хикс, был впоследствии утрачен.
Фрагмент состоит из сорока восьми строк. Датчанин Хнэф и шестьдесят его тэнов, зимовавшие в крепости Финна — повелителя фризов, свойственника Хнэфа — в течение пяти дней подвергаются нападению неназванных врагов. Текст обрывается на обращении раненого воина к вождю. Та же история полностью излагается в строках 1068—1159 «Беовульфа», откуда ясно, что врагом Хнэфа был сам Финн. В ней Хнэф погибает, а его выжившие дружинники, под началом Хенгеста, продолжают держаться и наносят фризам такой урон, что Финн вынужден пойти на переговоры. Зима проходит мирно, но весной два спутника Хнэфа, Ослаф (Ордлаф в «Битве при Финнсбурге») и Гудлаф, уезжают домой, собирают там войско и возвращаются во Фризию, где мстят за смерть своего вождя, убивая Финна и его соратников. Идентичность Хенгеста — короля Кента и Хенгеста из «Беовульфа» вероятна, но не доказана.
Уже во времена составления «Беовульфа» (VIII—X века) битва при Финнсбурге считалась далёким прошлым, легенды о котором должны были быть хорошо известны современникам. Интересно, что в кентерберийском фрагменте нет ни одной отсылки к христианству; похоронный костёр Хнэфа, описанный в «Беовульфе» — обряд языческий.
Исследованию «Финнсбургского фрагмента» посвящена научная монография Дж. Р. Р. Толкина «Финн и Хенгест», опубликованная посмертно в 1982 году. По мнению Толкина, осада Финнсбурга была внутренней усобицей между датскими воинами — по обе стороны конфликта были юты, изгнанные из Дании и нашедшие приют у фризов. В битве столкнулись «старые» юты — дружина на службе Финна — и «новые», только что прибывшие юты во главе с Хнэфом.